# Neosardus circumdatus
Neosardus circumdatus är en tvåvingeart som beskrevs av Roberts 1929. Neosardus circumdatus ingår i släktet Neosardus och familjen svävflugor. Inga underarter finns listade i Catalogue of Life.